# Trójkąt Killiana

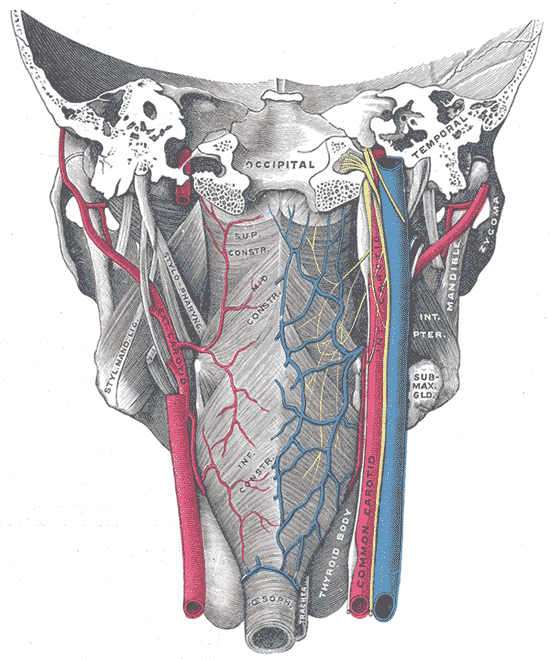
Widok na mięśniówkę gardła

Trójkąt Killiana – trójkątny obszar w ścianie gardła. Mięśniówka gardła jest w tym miejscu słabsza niż w okolicy.

## Budowa
Trójkąt Killiana leży pomiędzy częścią tarczowo-gardłową a częścią pierścienno-gardłową mięśnia zwieracza dolnego gardła. Znajduje się na tylnej stronie gardła.

## Znaczenie
Ponieważ ściana gardła jest w tym miejscu słabsza, może dojść tutaj do uwypuklenia śluzówki na zewnątrz. Może to prowadzić do powstania uchyłka Zenkera, workowatego wyrostka, który powiększa się wraz z wypełnianiem przez pokarm.

## Pochodzenie nazwy
Nazwa eponimiczna upamiętnia niemieckiego laryngologa Gustava Killiana.